# Bolsius Groep
De Bolsius Groep is een Nederlands bedrijf, dat kaarsen fabriceert.

## Geschiedenis
De geschiedenis van het Schijndelse bedrijf gaat terug tot omstreeks 1870, toen Antonius Bolsius een ambachtelijk bedrijf stichtte dat bijenwas tot kaarsen verwerkte. De Schijndelse pastoor was een belangrijk afnemer en het bedrijf groeide zelfs uit tot pauselijk hofleverancier. Na het overlijden van de oprichter van het bedrijf in 1906 kwam de leiding van het bedrijf in handen van twee van zijn neven. De Bolsiusgroep ontstond in 1978 toen Anton Kristen, eigenaar van de kaarsenfabriek Boxmeer, het bedrijf Bolsius uit Schijndel overnam. In juni 1983 werd de kaarsenafdeling Koninklijke Stearine Kaarsenfabrieken Gouda-Apollo van Unichema Chemie B.V. te Gouda overgenomen door de Bolsiusgroep, die daarmee het recht verkreeg op de productie van "Goudse kaarsen" en "Apollo-kaarsen". De productie van deze kaarsen werd verplaatst naar Waddinxveen. In 1984 werd het Roermondse bedrijf Hoogeland onderdeel van de Bolsiusgroep. Van Verkade werd in 1991 de productie van waxinelichtjes overgenomen en in 1995 volgde de overname van de kaarsenfabriek Kristen in Delden. In 1998 vestigde het bedrijf een opslag voor verwarmde grondstoffen in Moerdijk. In de beginjaren van de 21e eeuw werd de productie van kaarsen van Delden, Waddinxveen en Schijndel verplaatst naar Kobylin in Polen, waar Bolsius in 1996/1997 een productiebedrijf had gesticht. In 2013 werd de Duitse kaarsenfabriek Eika (Fulda) overgenomen. De productie werd daar in 2015 gestaakt, waarbij de merknaam bleef bestaan. De locatie in Boxmeer, waar nog thee- en graflichten werden geproduceerd, werd in 2021 gesloten. Het Roermondse Hoogeland-Kristen, dat kaarsen voor kerken en kloosters produceert, is nog actief.
Bij de Bolsius Groep werken ongeveer 900 werknemers. Het hoofdkantoor staat in het Noord-Brabantse dorp Schijndel.
In Schijndel is de Toon Bolsiusstraat naar de oprichter van het bedrijf genoemd.